# Новейшая история Египта
Новейшая история Египта — история Египта с 1914 по настоящее время.

## Протекторат Великобритании
1914—1922 — Египетский султанат де-юре протекторат Великобритании.
5 ноября 1914 года — оккупационные британские войска свергли хедива Египта и Судана Аббаса Хильми II. Вновь созданный Египетский султанат был объявлен британским протекторатом.
19 декабря 1914 года — дядя последнего хедива Хусейн Камиль был объявлен султаном Египта и Судана.
С марта по апрель 1919 года — массовые демонстрации и забастовки по всему Египту, ненасильственные акции гражданского неповиновения в поддержку политических лидеров либерально-националистической партии «Вафд».
8 марта 1919 года, после ареста лидера египетских националистов Саада Заглула и его сподвижников и их высылки на Мальту, началась революция. Несколько недель подряд, вплоть до апреля, состоялись забастовки и демонстрации по всему Египту, в которых участвовали студенты, служащие, торговцы, крестьяне, рабочие и религиозные деятели. Эти выступления перевернули нормальную жизнь в стране. В акциях протеста участвовали как мужчины, так и женщины. Произошло также сближение мусульман и христиан во имя общей цели. Несмотря на ненасильственные методы египтян, солдаты АНЗАК несколько раз открывали по ним огонь. Выступления в сельских районах были особенно агрессивными. Они сопровождались атаками на британские военные установки, постройки и на самих британцев. Под столь сильным давлением Лондон был вынужден 22 февраля 1922 года в одностороннем порядке признать независимость Египта.

## Королевство Египет
28 февраля 1922 года Великобритания в одностороннем порядке формально признала независимость Египта. Государство провозглашается королевством. Султан Египта и Судана (с 1917 года) Фуад I становится королём Египта и Судана.

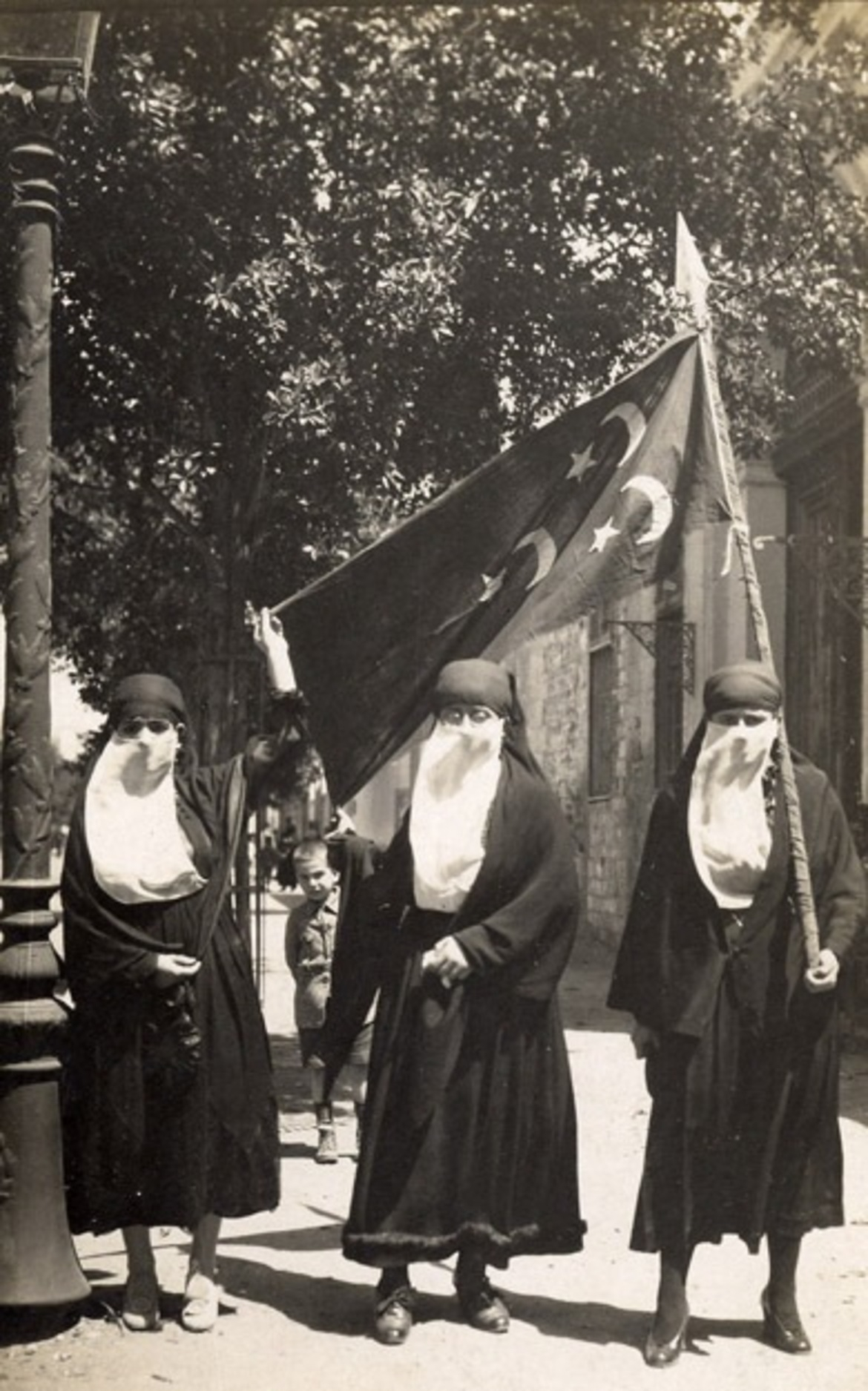
Египетские женщины, вышедшие вместе с мужчинами на демонстрацию протеста против высылки лидера националистов Саада Заглула

1922—1923 — Раскопки гробницы Тутанхамона.
1923 — вводится конституция, предусматривающая деятельность парламента.
Правление Фуада было ознаменовано противостоянием с партией Вафд. В 1930 году пытаясь упрочить королевскую власть, Фуад I отменил конституцию 1923 года заменив её новой, в которой парламенту отводилась только консультативная роль, однако в связи с широким общественным протестом был вынужден вернуть прежнюю конституцию в 1935 году.
1936 — между Англией и Египтом была достигнута договорённость, согласно которой Египет становился полностью независимым государством, однако британские войска оставались в зоне канала ещё на 20 лет до 1956 года (в этом году договор должен был быть пересмотрен и мог быть продлён).
Король Фуад умер в 1936 году и его сын Фарук I унаследовал трон в возрасте шестнадцати лет. Встревоженные недавним вторжением Италии в Эфиопию, он подписал англо-египетский договор, требуя Великобританию вывести все войска из Египта, за исключением зоны Суэцкого канала (которая была эвакуирована в 1949 году).
1939—1945 — Египет во Второй мировой войне
22 марта 1945 года в Каире представители шести независимых арабских государств создали Лигу арабских государств.
1948 — Арабо-израильская война (1947—1949). Поражение Египта.
15 октября 1951 года — парламент Египта утвердил закон о расторжении англо-египетского договора 1936 года и англо-египетского соглашения 1899 года по Судану.

## Египет и Объединённая Арабская Республика Г. А. Насера
В период после Второй мировой войны египетская история во многом определялась арабо-израильским конфликтом и процессами деколонизации в мире.
23 июля 1952 года организация радикально настроенных военных «Свободные офицеры», во главе которых стоял председатель исполкома этой организации подполковник Гамаль Абдель Насер, в результате военного переворота свергла короля Фарука I. Руководил путчистами Совет революционного командования Египта (9 офицеров, подполковники и майоры. В их числе, Гамаль Абдель Насер, Абдель Хаким Амер, Анвар Садат).
9 сентября 1952 года был издан закон об аграрной реформе. Крупные латифундии урезались до 84-126 га. Отчужденные земли передавались малоземельным и безземельным крестьянам.
Египет после Июльской революции 1952 года признал право суданского народа на самоопределение.
18 июня 1953 года — в стране установлена республика. Первым президентом назначается глава правительства генерал-майор Мохаммед Нагиб. Насер стал заместителем премьер-министра.
18 апреля 1954 — 36-летний Гамаль Абдель Насер назначен премьер-министром.
26 октября 1954 — в Александрии совершено покушение на Г. А. Насера, которое было организовано членами ассоциации «Братья-мусульмане». Легальная политическая деятельность ассоциации прервалась на 30 лет, её активисты стали подвергаться систематическим преследованиям со стороны официальных властей.

14 ноября 1954 года первый президент Мохаммед Нагиб, стремившийся возродить парламент и политические партии, а также ограничить роль армии в политической жизни страны, был отстранен от власти и помещен под домашний арест. Фактическим руководителем страны стал Гамаль Абдель Насер в должности премьер-министра.

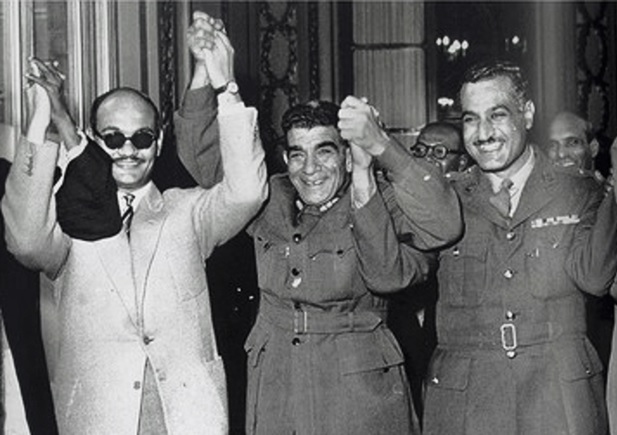
«Свободные офицеры» празднуют провозглашение республики

В августе 1955 года суданский парламент принял решение об окончательном прекращении действия англо-египетского кондоминиума, и в том же году английские и египетские войска были выведены из Судана.
В 1955 году произошла кардинальная перестройка судебной системы: были упразднены все мусульманские суды, их полномочия перешли к гражданским «национальным» судам; светское уголовное и светское гражданско-административное право получили приоритет над нормами шариата.
В области внешней политики страна взяла курс на защиту интересов арабской нации, потребовала вывода английских войск из зоны Суэцкого канала, отстаивала право палестинских арабов на собственное государство. Со второй половины 50-х Насер, не встретивший позитивной реакции со стороны США и Великобритании, стал обращаться за финансовой и моральной поддержкой к странам Восточной Европы и СССР.
16 января 1956 — Насер стал вторым президентом Египта.
июнь 1956 — вывод британских войск из зоны Суэцкого канала.
23 июня 1956 года — Роспуск Совета революционного командования Египта.
26 июля 1956 год — национализация Суэцкого канала и Суэцкий кризис.
Октябрь 1956 — март 1957 — военные действия Англии, Франции и Израиля в зоне Суэцкого канала и с последующей оккупацией Синайского полуострова Израилем.
1956—1960 — череда национализаций предприятий, находящихся на территории Египта, но контролирующихся иностранными гражданами или транснациональными корпорациями.
21 февраля в Египте и Сирии прошли референдумы об объединении Египта и Сирии в единое государство, а Насер был избран президентом Объединённой Арабской Республики / ОАР. Акт об объединении стран был подписан их президентами 22 февраля 1958 года.
1960—1970 — строительство Асуанского гидроузла при финансовом и техническом содействии СССР.
июль 1961 — начало отчуждения собственности крупной буржуазии Египта в пользу государства, что означало ориентацию на социалистическую модель развития экономики. К 1965 в состав государственного сектора ОАР вошли около 90 % всех крупных предприятий, весь транспорт, внешняя торговля (импорт — 100 %, экспорт — 75 %).
28 сентября 1961 года офицеры сирийской армии захватили власть в Дамаске и объявили о выходе Сирии из ОАР. Несмотря на большую личную популярность Насера, Сирия вышла из ОАР из-за противоречий, вызванных претензиями Египта на ведущую роль. Объединённая Арабская Республика (Египет сохранил это официальное название по сентябрь 1971 года) стала унитарным государством.
5 — 10 июня 1967 года — Шестидневная война с Израилем. Израильская оккупация Синайского полуострова.

## Арабская Республика Египет А. Садата и Х. Мубарака

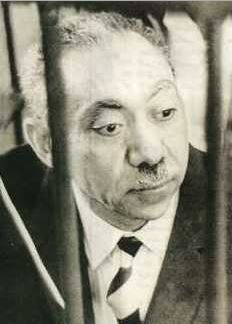
Сейид Кутб в суде, 1965 г.

28 сентября 1970 года скоропостижно умер Г. А. Насер и после фракционной борьбы в мае 1971 года в правящей партии Арабский социалистический союз (так называемая, Майская исправительная революция) ему унаследовал вице-президент Анвар Садат.
17 апреля 1971 года в одной из ливийских столиц — городе Бенгази египетским, сирийским и ливийским руководителями был подписан договор о создании Федерации Арабских Республик, однако о создании ФАР было объявлено лишь 2 августа 1971 года. В марте 1972 года во всех трёх странах создание ФАР получило одобрение на референдумах и с 1 января того же года федерация с едиными государственными флагом и гербом существовала официально.
25 мая 1971 года визит Н. В. Подгорного в Каир.
27 мая 1971 года — подписание после переговоров в республиканском дворце Кубба советско-египетского договора о дружбе и сотрудничестве.
1971 — принятие новой Конституции Египта и нового названия государства — Арабская Республика Египет. Начало отхода от социалистического пути.
17 — 27 июля 1972 года — вывод из Египта основной части двадцатитысячной группировки советских войск (находились в Египте с марта 1970 года). Советский Союз имел исключительное право пользования пятью египетскими морскими портами и восемью аэродромами, шесть из которых находились под полным контролем советских военных. Ограниченное число советских военных специалистов оставались в Египетских вооружённых силах и после вывода основной группировки.
1973 — Война Судного дня (Война «Йом Кипур») с Израилем.
1974 — пересмотр итогов национализации времен Насера. Поворот к поощрению иностранных инвестиций и частно-конкурентных экономических отношений.
5 июня 1975 года — после двух войн открыт для судоходства Суэцкий канал.
1977 — пограничный конфликт с Ливией.

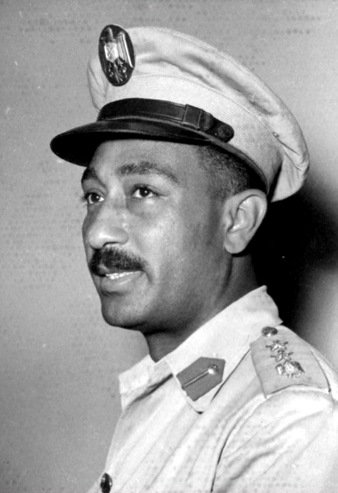
Президент Анвар Садат

Ноябрь 1977 — исторический визит Садата в Израиль, где он выступил перед Кнессетом в Иерусалиме, признав за еврейским государством, таким образом, право на существование. Тем самым, Египет — самая большая и сильная в военном отношении арабская страна — первой денонсировала провозглашённый в 1967 году в Хартумской резолюции принцип «трёх нет» — «нет» миру с Израилем, «нет» — признанию Израиля, «нет» — переговорам с Израилем. Этот беспрецедентный акт положил начало серьёзному мирному процессу.
Сентябрь 1978 — президент Египта Анвар Садат и премьер-министр Израиля Менахем Бегин собрались для ведения переговоров в Кэмп-Дэвиде — загородной резиденции президента США. В итоге этих переговоров были подписаны Кэмп-Дэвидские соглашения.
1979 — подписание мира с Израилем в обмен на Синайский полуостров. Изгнание Египта из Лиги арабских государств.
Конец июня 1980 — попытка государственного переворота с целью свернуть мирные инициативы А. Садата.
6 октября 1981 года — убийство президента Анвара Садата религиозными фундаменталистами.
Видный общественный деятель Египта той эпохи Халед Мохи эд-Дин говорил, что, по его мнению, Садат, при всех его грехах, сделал «три важных вещи» — войной 1973 года создал ощущение реванша за войну 1967 года, восстановил многопартийную систему, пусть и «карманную», и достиг мира с Израилем.
14 октября 1981 года — приход к власти героя войн с Израилем, главного маршала авиации вице-президента Хосни Мубарака. Ввод в тот же день в стране режима чрезвычайного положения.
1984 год — Выборы в парламент. На всех выборах в 30-летнюю эпоху Мубарака побеждала (имела устойчивое парламентское большинство) правящая партия существующего режима — Национально-демократическая партия (Египет). Запрещённая с 1954 года организация Братья-мусульмане принимает участие в парламентских выборах в блоке с либеральной партией Новый Вафд и проводит в Народное собрание (парламент) 8 своих кандидатов.
На выборах 1987 года Братья-мусульмане баллотировались уже в союзе с оппонентами «Нового Вафда» — Либерально-социалистической партией (ЛСП) и Социалистической партией труда (СПТ), объединившимися в «Исламский альянс». Кандидатам от «Братьев-мусульман» досталось 37 мест.
1989 — восстановление в Лиге арабских государств.
В 1991 году Хосни Мубарак поддержал решение США провести военную операцию по освобождению оккупированного Ираком Кувейта, призвал сделать то же самое другие арабские государства и направил значительный египетский воинский контингент для участия в операции «Буря в пустыне».
1998 — начало реформ банковской системы: приватизация некоторых государственных банков, привлечение зарубежных инвестиций в банковскую сферу. Результатом реформ стали количественный и качественный рост банковской системы, превращение египетского фунта в конвертируемую валюту.
В 1990-х годах воинствующие исламские фундаменталисты пытались серией терактов против туристической индустрии и убийств политических деятелей дестабилизировать Египет, но в результате эффективной кампании силовых министерств страны к концу десятилетия их активность была сведена на нет. В период с 14 октября 1981 года по 1 июня 2012 года страна находилась под действием чрезвычайного положения, продлевавшегося несколько раз на различные сроки.
2005 год — На выборах в парламент Египта кандидаты от «Братьев-мусульман», участвовавшие в выборах как независимые, получили 88 мест (20 % состава парламента), составив наибольшую по численности оппозиционную правящей партии фракцию.
Ноябрь 2010 года — Во время выборов, в связи с жёсткими мерами запугивания, предпринятыми властью, «Братья-мусульмане» получили гораздо меньший процент голосов, чем 5 лет назад. Это привело к уличным выступлениям и протестам со стороны мусульман-фундаменталистов.
Вместе с тем последние 10 лет правления президента Х. Мубарака темп ежегодного роста ВВП составлял от 17,5 % до 22 %, а в 1991 году составил даже 29 %. Однако аграрный сектор экономики скорее деградировал: средний класс египетского крестьянства, созданный земельными реформами 1950-х, обнищал, сами крестьяне продолжали оставаться малограмотными (или вовсе безграмотными), а страна вошла в список крупнейших импортеров продовольствия.

## Арабская весна в Египте

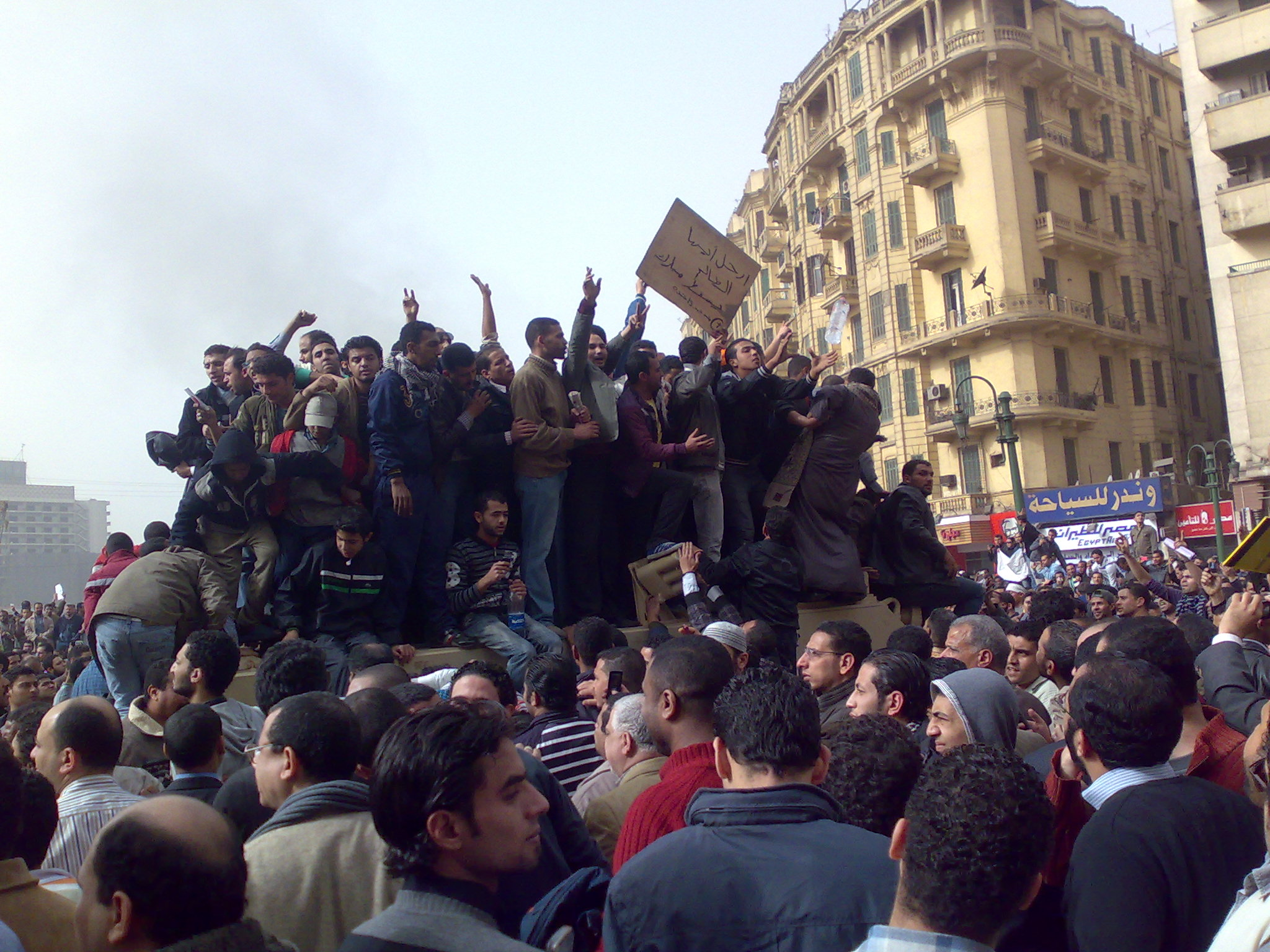
Демонстранты на танке на площади Тахрир 29 января 2011 года

К концу третьего десятилетия пребывания Хосни Мубарака на посту президента вокруг него сложилась напряженная атмосфера из-за слухов о готовящейся передаче поста президента сыну Гамалю Мубараку, обвинений в коррупции членов семьи Мубарака и его ближайших соратников, попустительства органам безопасности, систематически применявшим необоснованное насилие со ссылкой на закон о чрезвычайном положении и значительного увеличения молодёжной безработицы.
Социально-политический кризис обострился осенью 2010 года, когда цены на импортируемую пшеницу выросли более чем на 50 %. Государственная система сдерживания цен на продовольствие не смогла достаточно эффективно смягчить этот ценовой удар, и несколько миллионов египтян с низкими доходами оказались на грани выживания.
- 11 февраля 2011 года под давлением оппозиции, вышедшей на улицы ещё в конце января, что привело к непрекращающимся массовым беспорядкам, Мубарак подал в отставку и передал власть Военному совету. Премьер Шафик временно сохранял свои полномочия вплоть до формирования нового правительства[5]. Военные приостановили действие конституции и распустили парламент[6]. Под влиянием продолжающихся акций протеста[7] военные пошли на ряд уступок: уже 3 марта премьер Шафик был вынужден подать в отставку (его сменил Эссам Шараф, бывший министр транспорта[8]), 15 марта распущена служба госбезопасности, которая считалась главной опорой режима Мубарака[9]. 19 марта прошел референдум по изменению конституции, которая ограничила власть президента (4 года вместо 6, запрет на 3 срок, отмена чрезвычайных полномочий)[10].

С 1 июня 2012 года в Египте прекратил действовать закон о чрезвычайном положении, который в течение 30 лет наделял службы безопасности страны почти безграничными полномочиями.
15 июня 2012 года Конституционный суд признал выборы в нижнюю палату египетского парламента (Народная Ассамблея) не соответствующими законодательству и прекратил её деятельность.
24 июня 2012 года на президентских выборах одержал победу кандидат-исламист Мохаммед Мурси. Руководство США поддержало нового президента.
22 ноября 2012 года Мохаммед Мурси подписал конституционную декларацию, которая лишает суды права распускать верхнюю палату парламента и Конституционную ассамблею, а также позволяет президенту страны издавать «любые декреты, направленные на защиту революции», которые не могут быть оспорены в суде. Действия Мурси вызвали негодование оппозиции, которая обвинила президента в узурпации власти и восстановлении диктатуры. 25 ноября во время проведение акции протеста против декларации в стычке между сторонниками и противниками погиб подросток, поддерживавший Мурси.

## Переворот 3 июля 2013 года
3 июля 2013 года (около 23:00) в Египте произошел военный переворот, свергнувший Мурси и приведший к власти генерала Абду-л-Фаттаха Халила ас-Сиси (Главнокомандующий армией и Вооружёнными силами Египта, министр обороны)
4 июля 2013 года Адли Мансур (председатель Высшего конституционного суда Египта) принес присягу в качестве временного президента Египта.

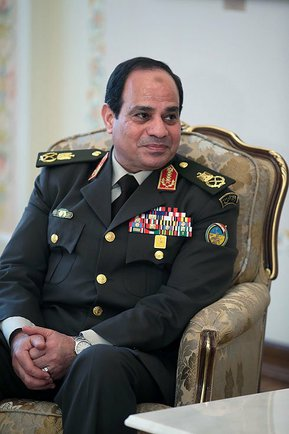
Президент Ас-Сиси

5 июля 2013 Адли Мансур подписал указ о роспуске Совета Шуры (верхняя палата парламента Египта). Парламентские выборы намечены на февраль 2014 года. Согласно Конституционной декларации, в связи с отсутствием в стране действующих законодательных органов власти временный президент Мансур наделил себя законодательной инициативой до избрания нового парламента, получив право издавать законы после консультаций с правительством.
9 июля 2013 Мохаммед эль-Барадеи (лауреат Нобелевской премии мира 2005) указом и. о. президента Адли Мансуром назначен на должность Вице-президента Египта. В этот же день новым премьером страны стал Хазем аль-Баблауи.
14 июля 2013 Генеральная прокуратура Египта временно заморозила счета 14 исламистских лидеров.
16 июля 2013 принесло присягу новое правительство Египта, сформированное после свержения президента Мохаммеда Мурси. Это правительство получило статус временного: ему предстоит работать до всеобщих выборов, предварительно намеченных на начало 2014 года. После этого в новый кабинет министров войдут уже люди, победившие на выборах.
14 августа 2013 года было введено чрезвычайное положение на один месяц в связи с большим числом жертв беспорядков, вспыхнувших в ходе операции по разгону протестных лагерей движения «Братья мусульмане» начатой 12 августа. Также 14 августа пост вице-президента покинул М. эль-Барадеи.
20 августа 2013 года по обвинению в подстрекательстве к беспорядкам был арестован лидер движения «Братья-мусульмане» Мухаммед Бади.
23 сентября 2013 года административный суд Каира постановил запретить деятельность движения «Братья-мусульмане» на территории Египта, закрыть его офисы и полностью конфисковать имущество организации. Запрет деятельности распространяется также на неправительственные организации, связанные с «Братьями-мусульманами».
Президентские выборы проходили с 26 по 28 мая 2014 года, и после завершения голосования, новостной портал «Аль-Яум ас-Сабиа», согласно полученным неофициальным данным избиркома после подсчета 100 % голосов, сообщил, что ас-Сиси получил 92,9 % (23 264 306 человек), а Хамдин Сабахи — 3 % (752 300). Количество недействительных бюллетеней превысило 1 млн (около 4,1 %). Явка составила свыше 25 млн человек. Инаугурация нового президента Египта состоялась 8 июня. Хамдин Сабахи признал своё поражение на выборах, выступая на пресс-конференции в Каире, заявив о «готовности принять любые итоги выборов, если они исходят от народа. Мы уважаем выбор народа и признаем своё поражение», усомнившись в верности результатов по явке избирателей.

## Современность
В настоящее время правительство воплощает в жизнь амбициозные проекты для дальнейшего экономического развития страны, такие как новая столица Египта и дублёр Суэцкого канала. Кроме того, сегодня в Египет приезжает огромное количество туристов.